# Лептис Магна
Лептис Магна (на латински: Leptis Magna, Lepcis Magna, днес Лебда / ‏لبدة‎ / Labda) e древен град в Либия и един от трите градове в областта Триполитания в провинция Африка.
Лептис Магна се намира на около 120 км източно от Триполи при днешния гр. Хумс. В руините на града се намират Триумфалната арка на Север, термите, стария и нов форум и театъра, също реставрираният Амфитеатър и намиращият се на морето Циркус. Това е най-добре запазеният древен град на света. Разкопките са започнали през 1911/1912 г. с италианско ръководство.
Градът е първата търговска колония на финикийците в Триполитания (8 век пр.н.е.). Градът попада под владението на Картаген и след завладяването от Нумидия под римско господство (46 пр.н.е.).
В Римската Империя Лептис Магна е център за снабдяване на империята с екзотични животни. По времето на Юлий Цезар в града живеят 100 000 души. По време на Траян градът става колония, а по времето на Север, който произлиза от тук, градът получава ius italicum, което означава голямо освобождаване от данъци.
През 3 век се увеличават номадските нападения и градът запада. През 455 г. е завладян от вандалите, а през 647 г. от арабите.
- Пазарът
- Мозайка от Лептис Магна
- Театър
- Сграда от пазара (macellum)